# Aaron Gibson
Aaron Gibson (Indianapolis, 27 settembre 1977) è un ex giocatore di football americano statunitense che ha militato nel ruolo di offensive tackle nella National Football League e nell'Arena Football League.

## Carriera

### Detroit Lions
Al college Gibson giocò a football a Wisconsin, venendo premiato come All-American. Fu scelto come ventisettesimo assoluto nel Draft NFL 1999 dai Detroit Lions. Atteso per essere il tackle sinistro titolare nella sua stagione da rookie, subì un infortunio alla spalla sinistra poco dopo il draft, venendo inserito in lista infortunati per tutta l'annata. Nella successiva disputò le prime dieci gare come tackle destro titolare dopo di che subì un infortunio alla spalla destra, venendo nuovamente inserito in lista infortunati. Nel 2001 partì come titolare in cinque delle prime sei gare prima di venire svincolato il 30 ottobre.

### Dallas Cowboys
Il 31 ottobre 2001 Gibson firmò con i Dallas Cowboys ma disputò solo l'ultima gara della stagione. Nel 2002 divenne il primo giocatore della storia della NFL a pesare 400 libbre (181 kg). Fu limitato però da un infortunio a un ginocchio subito nel training camp e fu svincolato il 18 settembre 2002.

### Chicago Bears
Il 26 novembre 2002 Gibson firmò come free agent con i Chicago Bears per sostituire l'infortunato Marc Colombo. Nel 2003 ebbe la sua miglior stagione da professionista, partendo come tackle destro titolare in tutte le 16 partite dopo che Colombo perse l'intera annata per infortunio. Nel 2004 disputò 4 partite (3 come titolare) e fu dichiarato inattivo in dieci. Fu l'ultima stagione in cui scese in campo nella stagione regolare nella NFL.

### Buffalo Bills
Il 5 aprile 2006 Gibson firmò con i Buffalo Bills come free agent. Fu svincolato il 28 agosto 2006. Il resto della carriera lo disputò nell'Arena Football League fino al 2010.